# Anisadenia
Anisadenia es un género con tres especies de plantas con flores perteneciente a la familia Linaceae. Fue descrita por Wall. ex Carl Daniel Friedrich Meissner y  publicado en Plantarum vascularium genera secundum ordines ...  2: 96 en el año 1838. La especie tipo es Anisadenia saxatilis Wall. ex Meisn.

## Especies
- Anisadenia khasyana
- Anisadenia pubescens
- Anisadenia saxatilis